# Jan Hájek
Jan Hájek (* 7. August 1983 in Olmütz, damals ČSSR) ist ein ehemaliger tschechischer Tennisspieler.

## Leben und Karriere
Jan Hájek begann das Tennisspielen im Alter von sechs Jahren mit seinem Vater Svatopluk Hájek, einem Tennistrainer. In den Jahren 1999 und 2000 spielte er einige Turniere auf der Juniorentour und entschied sich 2000 für eine Karriere als Profispieler.
Anfangs spielte er Turniere der Future-Kategorie und konnte im Oktober 2000 in Negril seinen ersten Titel gewinnen. Im folgenden Jahr gewann er einen weiteren Titel und erreichte zwei weitere Finals.
Nachdem er im Jahr 2002 bis zum August schon drei Future-Turniere gewonnen hatte, stieg er in der Tennis-Weltrangliste auf einen Platz in den Top 300 und war damit direkt qualifiziert für Turniere der ATP Challenger Tour. Hier konnte er sich jedoch zunächst nicht durchsetzen; in den Jahren 2002 und 2003 konnte er nur zweimal ein Halbfinale erreichen, und schied sonst meist in der ersten oder zweiten Runde aus. 2003 versuchte er zudem erstmals, sich für Turniere der ATP Tour sowie für Grand-Slam-Turniere zu qualifizieren, er scheiterte jedoch stets in der Qualifikation.
Zwischen August 2003 und April 2004 konnte Hájek aufgrund einer Verletzung kein Match bestreiten und fiel daher in der Weltrangliste bis auf Platz 875. Im Jahr 2005 ging es dann wieder langsam bergauf: Jan Hájek gewann zwei Future-Turniere, zudem konnte er sich für mehrere Challenger-Turniere qualifizieren, und erreichte dabei in Genua das Halbfinale.
Das Jahr 2006 brachte dann den Durchbruch: Beim Challenger-Turnier von Barletta qualifizierte sich Hájek und marschierte dann bis ins Finale durch, welches er glatt gegen Stefano Galvani gewann. Im Verlauf des Turniers hatte er unter anderem den Top-100-Spieler Potito Starace ausgeschaltet. Auch beim Challenger-Turnier von Prag überstand er die Qualifikation und musste sich erst im Finale geschlagen geben. Nachdem er bei der Qualifikation zu den French Open 2006 in der dritten Qualifikationsrunde ausgeschieden war, gewann Jan Hájek im Juni 2006 in Prostějov seinen zweiten Challenger-Titel. Nur zwei Wochen später folgte in Braunschweig der dritte Titel, und damit verbunden der erstmalige Einzug in die Top 100 der Weltrangliste. Doch das war noch nicht der Höhepunkt der Saison: Im Juli 2006 gewann Hájek in Posen seinen vierten Challenger-Titel, ohne einen einzigen Satz abzugeben, und einen Monat später qualifizierte er sich in New Haven erstmals für ein ATP-Turnier. Er schied zwar in der ersten Runde gegen Marc Gicquel aus, war aber dennoch aufgrund seiner Weltranglistenposition bei den US Open 2006 direkt qualifiziert. In seinem ersten Grand-Slam-Match besiegte er seinen Landsmann Lukáš Dlouhý glatt in drei Sätzen, verlor dann jedoch gegen den an Position 10 gesetzten Fernando González. Von nun an spielte er regelmäßig ATP-Turniere, hatte jedoch immer wieder mit Schulterproblemen zu kämpfen.
So musste Jan Hájek sein Erstrundenmatch gegen Juan Carlos Ferrero bei den Australian Open 2007 bereits im ersten Satz aufgeben, und auch bei den French Open 2007 musste er nach zwei knappen Siegen über Thomas Johansson sowie Bohdan Ulihrach in der dritten Runde sein Match gegen Marcos Baghdatis nach zwei Sätzen beenden. Eine Woche vor den French Open hatte Hájek mit seinen tschechischen Mitstreitern das Finale beim World Team Cup erreicht, und dabei alle drei Einzel gewonnen. Im Finale verlor er dann jedoch, und auch Tschechien unterlag Argentinien mit 1:2. Nachdem er seine Challenger-Titel in Prostějov und Braunschweig beide nicht hatte verteidigen können und auch in Wimbledon gegen Juan Carlos Ferrero nach einer Führung mit 2:0 Sätzen ausgeschieden war, fiel Jan Hájek in der Weltrangliste wieder aus den Top 100 heraus und bis zum Jahresende sogar bis auf Rang 245.
Das Jahr 2008 lief noch schlechter: Ein Challenger-Viertelfinale sowie ein Future-Titel in Portugal waren die einzigen Höhepunkte. Er konnte sich nur für ein einziges ATP-Turnier in Pörtschach qualifizieren, wo er in drei Sätzen Ivan Ljubičić unterlag. Zwischenzeitlich wurde Hájek sogar außerhalb der Top 500 geführt.
Im Jahr 2009 folgte dann aber das Comeback: Anfang April qualifizierte sich Jan Hájek für das Challenger-Turnier von Athen und stieß dort bis ins Halbfinale vor. Noch besser machte er es drei Wochen später in Ostrava: Er marschierte durch die Qualifikation und bis ins Finale, wo er in zwei Sätzen gegen Ivan Dodig gewann, welcher ebenfalls Qualifikant war. Selbiges gelang ihm im Juni 2009 in Prostějov, wo er erneut acht Matches in Folge und somit seinen zweiten Titel nach 2006 gewann. Auf dem Weg ins Finale besiegte er dabei unter anderem den ehemaligen Weltranglistendritten Ivan Ljubičić. Nach einer Finalteilnahme in Bytom folgte im September 2009 in Freudenstadt der dritte Challenger-Titel der Saison und der insgesamt siebte seiner Karriere. Daraufhin wurde er für das Halbfinale gegen Kroatien erstmals ins tschechische Davis-Cup-Team berufen und gewann dort sein Debütspiel gegen Roko Karanušić. In der Weltrangliste wurde er, nachdem er das Jahr auf Rang 474 begonnen hatte, mittlerweile wieder auf Rang 110 geführt, und war daher für das ATP-Turnier von Wien direkt qualifiziert. Dort verzeichnete er gegen den Weltranglisten-52. Andreas Seppi seinen ersten Sieg auf ATP-Ebene seit über zwei Jahren. Zum Jahresabschluss spielte er mit Tschechien gegen Spanien im Davis-Cup-Finale. Gegen Rafael Nadal war er dabei im Einzel genau so chancenlos wie seine gesamte Mannschaft, die 0:5 verlor.
Zu Beginn des Jahres 2010 konnte Jan Hájek bei den Australian Open durch einen Sieg über Robby Ginepri die zweite Runde erreichen, wo er gegen Michail Juschny ausschied. Dennoch bedeutete dies nach fast drei Jahren den Wiedereinstieg in die Top 100 der Weltrangliste. Auch im Mai 2010 im Viertelfinale des ATP-Turniers von München war Juschny die Endstation für Hájek. Bei den French Open und in Wimbledon schied er jeweils in der ersten Runde aus, dafür konnte er aber seinen Challenger-Titel in Prostějov verteidigen. Nach Zweitrundenniederlagen bei den ATP-Turnieren von Hamburg, Umag und New Haven traf Jan Hájek bei den US Open auf den Weltranglisten-21. Mardy Fish. Nachdem er den ersten Satz mit 0:6 verloren hatte, konnte er die Sätze 2 und 3 für sich entscheiden, gewann dann aber in den letzten beiden Sätzen wiederum nur ein einziges Spiel und schied damit aus.
Im Januar 2011 war Jan Hájek bei den Australian Open in der ersten Runde gegen den an Position 8 gesetzten Andy Roddick chancenlos. Im Doppel konnte er zusammen mit Oleksandr Dolhopolow die zweite Runde erreichen.
Im März 2015 beendete er seine Karriere.

### Davis Cup
Zwischen 2009 und 2013 spielte Hájek für die tschechische Davis-Cup-Mannschaft. In der Saison 2009 erreichte er mit dieser das Finale, das sie in Barcelona Spanien jedoch klar mit 0:5 unterlagen. 2013 stand er im Finalaufgebot der Mannschaft, kam jedoch beim 3:2-Sieg über Serbien nicht zum Einsatz. In dieser Saison bestritt er lediglich im Viertelfinale gegen Kasachstan eine Einzel- und die Doppelpartie. Insgesamt bestritt er sieben Begegnungen. Dabei gewann er vier seiner acht Einzel- und eine seiner beiden Doppelpartien.

## Erfolge
| Legende (Anzahl der Siege)                      |
| Grand Slam                                      |
| ATP World Tour Finals                           |
| ATP World Tour Masters 1000                     |
| ATP World Tour 500                              |
| ATP International Series ATP World Tour 250 (1) |
| ATP Challenger Tour (15)                        |

| ATP-Titel nach Belag |
| Hartplatz (1)        |
| Sand (0)             |
| Rasen (0)            |

### Einzel

#### Turniersiege
| Nr. | Datum             | Turnier       | Belag | Finalgegner           | Ergebnis       |
| --- | ----------------- | ------------- | ----- | --------------------- | -------------- |
| 1.  | 26. März 2006     | Barletta (1)  | Sand  | Stefano Galvani       | 6:2, 6:1       |
| 2.  | 10. Juni 2006     | Prostějov (1) | Sand  | Dominik Hrbatý        | 6:3, 5:7, 6:2  |
| 3.  | 25. Juni 2006     | Braunschweig  | Sand  | Fernando Vicente      | 6:1, 6:3       |
| 4.  | 16. Juli 2006     | Posen         | Sand  | Ilija Bozoljac        | 6:4, 6:3       |
| 5.  | 3. Mai 2009       | Ostrava       | Sand  | Ivan Dodig            | 7:5, 6:1       |
| 6.  | 6. Juni 2009      | Prostějov (2) | Sand  | Steve Darcis          | 6:2, 1:6, 6:4  |
| 7.  | 6. September 2009 | Freudenstadt  | Sand  | Laurent Recouderc     | 2:6, 6:3, 7:65 |
| 8.  | 5. Juni 2010      | Prostějov (3) | Sand  | Radek Štěpánek        | 6:0 Aufgabe    |
| 9.  | 1. Juli 2012      | Marburg       | Sand  | Andreas Haider-Maurer | 6:2, 6:2       |
| 10. | 18. August 2013   | Meerbusch     | Sand  | Jesse Huta Galung     | 6:3, 6:4       |

### Doppel

#### Turniersiege

##### ATP World Tour
| Nr. | Datum          | Turnier | Belag     | Partner       | Finalgegner                 | Ergebnis |
| --- | -------------- | ------- | --------- | ------------- | --------------------------- | -------- |
| 1.  | 3. Januar 2014 | Doha    | Hartplatz | Tomáš Berdych | Alexander Peya Bruno Soares | 6:2, 6:4 |

##### ATP Challenger Tour
| Nr. | Datum             | Turnier      | Belag         | Partner           | Finalgegner                       | Ergebnis         |
| --- | ----------------- | ------------ | ------------- | ----------------- | --------------------------------- | ---------------- |
| 1.  | 30. April 2006    | Bergamo      | Sand          | Jaroslav Pospíšil | Marcelo Charpentier Tomas Tenconi | 6:2, 6:2         |
| 2.  | 6. September 2008 | Düsseldorf   | Sand          | Tomáš Zíb         | Lukáš Rosol Igor Zelenay          | 1:6, 6:2, [10:7] |
| 3.  | 3. Mai 2009       | Ostrava      | Sand          | Robin Vik         | Matúš Horečný Tomáš Janči         | 6:2, 6:4         |
| 4.  | 6. September 2009 | Freudenstadt | Sand          | Dušan Karol       | Martin Kližan Adil Shamasdin      | 4:6, 6:4, [10:5] |
| 5.  | 20. November 2011 | Bratislava   | Hartplatz (i) | Lukáš Lacko       | Lukáš Rosol David Škoch           | 7:5, 7:5         |

#### Finalteilnahmen
| Nr. | Datum       | Turnier | Belag | Partner           | Finalgegner                           | Ergebnis |
| --- | ----------- | ------- | ----- | ----------------- | ------------------------------------- | -------- |
| 1.  | 6. Mai 2007 | München | Sand  | Jaroslav Levinský | Philipp Kohlschreiber Michail Juschny | 1:6, 4:6 |